# 豊嶋房太郎
豊嶋 房太郎（てしま ふさたろう、1889年（明治22年）1月5日 - 1979年（昭和54年）4月9日）は、日本の陸軍軍人。最終階級は陸軍中将。「豊島」と表記される場合がある。

## 経歴
山口県出身。農業・豊嶋鶴松の二男として生れる。防府中学校卒業を経て、1910年5月、陸軍士官学校（22期）を卒業し、同年12月、歩兵少尉に任官、歩兵第42連隊付となる。1916年11月、陸軍大学校（28期）を卒業。
以後、陸軍兵器本廠付（軍事調査部）、陸軍省軍務局課員、フィリピン出張、欧州出張、歩兵第33連隊大隊長、整備局課員（統制課）、朝鮮軍司令部付などを経て、1934年3月、陸軍大佐に進級し歩兵第23連隊長に就任。第1師団参謀長を経て、1937年11月、陸軍少将に進級し留守第12師団司令部付となる。歩兵第27旅団長、憲兵司令部総務部長を経て、1940年8月、陸軍中将に進み憲兵司令官に就任。同年9月、第3師団長に親補され日中戦争に出征した。
1941年12月、留守近衛師団長として太平洋戦争を迎えた。1943年6月、近衛第1師団長となり、同年10月、第2軍司令官に発令され、ニューギニアの戦いなどで苦戦を続け、オランダ領東インドのセレベス島シンカンで終戦を迎えた

### 戦後
1946年3月に復員するが、同年5月、橘丸事件の戦犯容疑で収容された。1948年（昭和23年）1月31日、公職追放仮指定を受け、同年4月13日、重労働3年の有罪判決を受けた（アメリカ・横浜裁判248号）。ニューギニアマヌス島で服役するが、オーストラリア・マヌス裁判第4号事件裁判では、1950年7月、無罪判決を受けた。
1961年3月から1969年3月まで日本傷痍軍人会会長を務めた。この間、濠北方面戦没者慰霊会の会長として「濠北方面戦没者慰霊碑」の設立につくし、碑に明治天皇の御製を揮毫（きごう）すると、1964年（昭和39年）11月3日に東京都千代田区九段北に建立した。

## 栄典
位階
- 1911年（明治44年）3月10日 - 正八位[7]
- 1914年（大正3年）2月10日 - 従七位[8]
- 1919年（大正8年）3月20日 - 正七位[9]
- 1924年（大正13年）5月15日 - 従六位[10]
- 1937年（昭和12年）12月1日 - 正五位[11]

勲章
- 1934年（昭和9年）2月7日 - 勲三等瑞宝章[12]
- 1939年（昭和14年）4月13日 - 勲二等瑞宝章[13]
- 1940年（昭和15年）8月15日 - 紀元二千六百年祝典記念章[14]

外国勲章佩用允許
- 1941年（昭和16年）12月9日 - 満州帝国：建国神廟創建記念章[15]

## 著作
発行年順。丸カッコ内は階級、職責。
- （第一師団参謀長）「最終学年より除外せらるべき学校の卒業者に対する兵役法施行規則第7條の2の適用に関する件」『甲輯昭和11年永存書類甲輯』防衛省防衛研究所〈陸軍省大日記大日記第2類〉、1936年（昭和11年）3月-4月。レファレンスコード：C01005972300、陸軍省-大日記甲輯-S11-2-15（防衛省防衛研究所）。
- （副官／憲兵司令部総務部長）「現役准士官．下士官兵の転属に関する件」『昭和15年陸支密大日記』防衛省防衛研究所〈陸軍省大日記陸支機密・密・普大日記陸支密〉第25号1／4、1940年（昭和15年）6月24日。レファレンスコード：C04122228100、陸軍省-陸支密大日記-S15-68-163（防衛省防衛研究所）。
- （憲兵司令官）「臨時軍事費予算増額に関する件」『陸支普大日記』防衛省防衛研究所〈陸軍省大日記陸支機密・密・普〉第17号、昭和15年。レファレンスコード：C07091604500、陸軍省-陸支普大日記-S15-18-239（防衛省防衛研究所）。
  - 「臨時軍事費予算増額に関する件」JACAR（アジア歴史資料センター）Ref.C07091604500、『陸支普大日記』第17号、1940年（昭和15年）（防衛省防衛研究所）。
- （憲兵司令官）「憲兵暗号書第１号中改正の件」『昭和15年密大日記』防衛省防衛研究所〈陸軍省大日記密大日記〉第9冊、1940年（昭和15年）8月28日。レファレンスコード：C01004817800。陸軍省-密大日記-S15-8-18（防衛省防衛研究所）。
- （憲兵司令官）「文官職員表提出の件」『昭和15年密大日記』防衛省防衛研究所〈陸軍省大日記密大日記〉第5冊、1940年（昭和15年）9月18日、レファレンスコード：C01004769500。陸軍省-密大日記-S15-4-14（防衛省防衛研究所）。
- （憲兵司令官）「兵器充当区分表の件」『昭和１５年陸支密大日記』防衛省防衛研究所〈陸軍省大日記陸支機密・密・普〉第35号1／2、1940年（昭和15年）9月24日。
- （副官／憲兵司令官）「事変地人員転属に関する件」『昭和15年陸支密大日記』防衛省防衛研究所〈陸軍省大日記陸支機密・密・普〉第34号3／4、1940年（昭和15年）9月28日。レファレンスコード：C04122457500。

- （留守近衛師団長）「復帰部隊平時編制上の編制をとるに要する兵器不足に関する件報告」『昭和17年陸支密大日記』防衛省防衛研究所〈陸軍省大日記陸支機密・密・普〉第46号、1942年（昭和17年）11月3日。レファレンスコード：C04123854800、陸軍省-陸支密大日記-S17-48-85（防衛省防衛研究所）。
- （留守近衛師団長）「軍備改変完結の件報告」『昭和17年密大日記』防衛省防衛研究所〈陸軍省大日記密大日記〉第2冊、1942年（昭和17年）5月2日。レファレンスコード：C01004964500。陸軍省-密大日記-S17-2-2（防衛省防衛研究所）。
- （憲兵司令官）「2059号 憲秘庶第307号 陸軍秘密書類増加配布方ノ件上申（陸軍大臣 東条英機宛）」『陸軍省昭和15年密大日記』第18冊、防衛省防衛研究所〈密大日記〉、1942年（昭和17年）8月31日。陸軍省-密大日記-S15-17-27。
- （憲兵司令官）「外国人土地法に関する件」『昭和15年永存書類　甲』防衛省防衛研究所〈陸軍省大日記大日記甲輯輯第4類〉第2冊、昭和15年9月。レファレンスコード：C01001833900、陸軍省-大日記甲輯-S15-5-32（防衛省防衛研究所）。
- 小山亨、外山稔、豊嶋房太郎『豪州（第4号）』外務省外交史料館〈戦後条約書多数国間条約現地軍降伏文書　豪州〉、1945年9月9日。
  - 「現地軍降伏文書　豪州」JACAR（アジア歴史資料センター）、外務省外交史料館、Ref.B19020469400。現地軍降伏文書　豪州（戦後-X0001-000006）。
- 豊嶋房太郎、赤塚正一 編『濠北を征く - 思い出の記 椰子の実は流れる』濠北方面遺骨引揚促進会、1956年。
- 復刻版『濠北を征く : 思い出の記椰子の実は流れる』渡邊盛雄、濠北方面戦没者慰霊会事務局 編、蕨：濠北方面戦没者慰霊会事務局、1990年。NCID BA59388575。国立国会図書館デジタルコレクション、国立国会図書館/図書館送信参加館・個人送信限定。
  - 豊嶋房太郎「第一編　作戦経過の概要 §第二軍の作戦一般」1-74頁（コマ番号0016.jp2-0053.jp2）
  - 豊嶋房太郎「第二編　思い出の記　椰子の実は流れる §二、戦を終えて」274-294頁（コマ番号0154.jp2-0164.jp2。

### 注
1. ↑  西部ニューギニア島にあった第2軍野戦兵器廠部隊は、その一部（将校以下85名）が労働連隊第2大隊に組み込まれ、1945年12月から翌年4月までに同島ホーランジャー（現ジャヤプラ）へ移り、6月8日に帰国船に乗ると田辺港へ同月20日に帰り着く。部隊本隊の内地帰還はマノクワリ乗船（1946年5月14日）から名古屋港に5月27日に入り復員を済ませた[5]。
2. ↑   旧尼港事件慰霊碑の設置場所であった。